# Понтевико
Понтевико (итал. Pontevico) — коммуна в Италии, в провинции Брешиа области Ломбардия.
Население составляет 7327 человек (на 2008 г.), плотность населения составляет 223 чел./км². Занимает площадь 29 км². Почтовый индекс — 25026. Телефонный код — 030.
Покровителем коммуны почитается святой мученик Панкратий Римский. Праздник ежегодно празднуется 12 мая.